# Hans R. Beierlein
Hans Rudolf Beierlein (* 19. April 1929 in Nürnberg; † 5. August 2022 in München)  war ein deutscher Journalist, Medienmanager und Musikverleger.

## Anfänge
Hans R. Beierlein wuchs als Sohn eines kaufmännischen Angestellten der MAN in Nürnberg auf. Seine Familie wurde dort während des Zweiten Weltkrieges ausgebombt. Er verließ 1948 die Dürer-Oberrealschule nach dreimaliger Wiederholung der Abiturprüfungen ohne Abschluss und arbeitete unter dem Namen René H. Barselini für Blätter wie die Abendzeitung, Stern und Quick als Klatschreporter. Von 1949 bis 1951 war er Redaktionsleiter der Abendzeitung für Nürnberg. Danach schrieb er in München Filmkritiken und ein tägliches Filmtagebuch für die Abendzeitung. Dies fiel zusammen mit der Konzentration der deutschen Filmindustrie in Geiselgasteig. Beierlein schrieb unter Pseudonymen auch für den Spiegel und den Stern. 1958 koordinierte er die Film- und Fernsehinteressen der Plattenfirma Deutsche Grammophon. 1959 gründete er den Musikmarkt, die erste deutsche Musikfachzeitschrift.

## Medienmanager und Rechtehandel
1959 gründete er als Musikverleger die Edition Montana. Er kooperierte mit Filmproduzenten wie Josef von Ferenczy, Artur Brauner und Kurt Ulrich. Von 1963 bis 1977 war er Manager von Udo Jürgens, der infolgedessen seine Fähigkeiten als Komponist und Chansonnier deutlich weiterentwickelte. Beierlein förderte das französische Chanson auf dem deutschen Markt (Françoise Hardy, Gilbert Bécaud, Charles Aznavour, auch Johnny Hallyday, Michel Sardou, Alexandra und Adamo) und gründete dafür 1964 die Agentur Montana France. 1972 erwarb er in Paris für 12.500 US-Dollar die Musikverlagsrechte an dem Arbeiterlied Die Internationale für die Territorien der Bundesrepublik Deutschland und der DDR, die bis 1989 Tantiemen an ihn zahlte. Beierlein, dem nachgesagt wurde, von Musik keine Ahnung gehabt zu haben, sagt über sich selbst, er verstehe seine Aufgabe darin, aus Musiknoten Banknoten zu machen.
1985 schloss er einen fünf Jahre währenden Vertrag mit dem DFB über Fußballübertragungsrechte für Länderspiele und den DFB-Pokal. Im Frühjahr 1986 erwarb Beierleins Unternehmen die Rechte zur Verwertung von Fernsehbildern von Tennisturnieren. Die Sportart hatte in Deutschland einige Monate zuvor durch den Wimbledon-Sieg Boris Beckers einen erheblichen Aufschwung erfahren.

## Volkstümliche Musik
Die Volkstümliche Musik bekam auf Beierleins Betreiben feste Programmplätze in Radio und Fernsehen. Die größere Bekanntheit eröffnete vielen Künstlern die Möglichkeit für Tourneen in großen Hallen sowie Plattenverkäufe. Er initiierte 1986 den Grand Prix der Volksmusik als Eurovisionssendung der deutschsprachigen Länder und eröffnete den Künstlern dadurch zusätzliche Märkte, etwa denen aus Südtirol. Parallel begann er, für Montana Rechte an später insgesamt über 6.000 Kompositionen zu erwerben (u. a. Blau blüht der Enzian, Wir lagen vor Madagaskar, Patrona Bavariae). Beierlein spielte eine entscheidende Rolle für Karrieren von Künstlern wie Heino, dem Original Naabtal Duo, den Zillertaler Schürzenjägern, Stefanie Hertel, Stefan Mross, Marianne und Michael, Patrick Lindner, Florian Silbereisen und anderen.
Angesprochen auf Qualität und Niveau der von ihm entwickelten Fernsehformate erklärte Beierlein, dass der Wurm dem Fisch und nicht dem Angler schmecken müsse. Wenn sich ein Regenbogen in einer Pfütze spiegele, sei für ihn der Regenbogen das Thema, nicht die Pfütze.
Beierlein war Mitglied im Verein Deutsche Sprache.

## Kochsendungen
Wie bei den Chansons brachte er auch die Kochkunst aus dem Nachbarland nach Deutschland: Ab 1987 initiierte er mit dem ZDF Essen wie Gott in Deutschland. Paul Bocuse und Heinz Winkler erreichten so ein neues Publikum. Der Verlag Zabert Sandmann brachte Begleitbücher; Stern und BUNTE Vorabdrucke.

## Privates
Beierlein lebte in Schliersee. Geschäftsführerin seines Unternehmens war Bizzi Nießlein, die später seine Adoptivtochter war. Informationen zum Tode Beierleins.

## Ehrungen
- 2002: Bundesverdienstkreuz am Bande
- 2008: Goldener Gong für sein Lebenswerk
- 2009: Verdienstorden des Landes Südtirol

## Verfilmung
- Porträt von Annette Hopfenmüller für den BR in der Reihe Köpfe in Bayern (Erstsendung: 19. April 2009)